# Calton Hill
Calton Hill er en bakke i det centrale Edinburgh, Skotland, der ligger øst for Princes Street og den er inkluderet i UNESCOs verdensarvsliste i byen. Udsigt fra og til bakken er og bliver ofte brugt i fotografier eller malerier af byen. Bakkens højeste punkt er 103 moh.
Calton Hill er hovedkvarter for Skotlands regering, der har til huse i St Andrew's House, på den stejle sydlige skråning op til bakken. Scottish Parliament Building og andre prominente bygninger som Holyrood Palace ligger nær bakkens fod. Der ligger adskillige monumenter og bygninger på Calton Hill; National Monument, Nelson Monument, Dugald Stewart Monument, Old Royal High School, Robert Burns Monument, Political Martyrs' Monument og City Observatory.
Området ligger mellem Edinburgh distrikter Greenside and Abbeyhill.